# Galea spixii
Galea spixii es una especie de roedor de la familia Caviidae.

## Distribución geográfica
Se encuentra en Sudamérica: Bolivia y Brasil.